# خوآن رولفو
خوآن نپوموسنو کارلوس پرز رولفو ویزکاینو (به اسپانیایی: Juan Nepomuceno Carlos Pérez Rulfo Vizcaíno) (زادهٔ ۱۶ مه ۱۹۱۷ در آپلکو، خالیسکو – درگذشتهٔ ۷ ژانویه ۱۹۸۶ در مکزیکوسیتی) نویسنده و عکاس مکزیکی است. وی از مهم‌ترین نویسندگان آمریکای لاتین به‌شمار می‌رود. او تنها دو کتاب منتشر کرد: پدرو پارامو (رمان) و دشت سوزان (مجموعه داستان‌های کوتاه)

## زندگی
خوآن رولفو در ۱۶ مه سال ۱۹۱۷ در آپلکوی مکزیک در خانواده‌ای زمین‌دار زاده شد که زمین‌های آن‌ها در انقلاب مکزیک از بین رفت. دوران کودکی‌اش ناگوار بود؛ او در سال‌های ۱۹۲۶–۱۹۲۹ شاهد خشونت‌آمیزترین وقایع جنگ مذهبی کاتولیکی بود؛ در سال ۱۹۲۳ وقتی که رولفو شش‌ساله بود پدرش دو تن از عموهایش در جنگ کاتولیکی کشته شد و در ۱۹۲۷ مادرش را نیز از دست داد. پس از چندی نیز انقلاب و جنگ به خالیسکو استان محل تولد او کشیده شد. همین موضوع‌ها زمینه و فضای آثار او را تشکیل می‌دهند. پس از مرگ والدینش مدتی را نزد مادربزرگش در دهکدهٔ «سن‌گابریل» به سر برد در ده سالگی به پرورشگاه «مدرسه سوئیز سیلوا» سپرده شد و چهار سال (۱۹۲۸–۱۹۳۲) آن‌جا بود.
رولفو در تمام زندگی کتاب‌خوانی سیری ناپذیر بود. علاقه‌اش به کتاب وقتی هشت‌ساله بود به صورتی تصادفی بروز کرد؛ در آن زمان به دلیل وضعیت ناخوشایند کلیسا که منجر به شورش‌های کاتولیکی شده بود، کشیش منطقه تمام کتابخانهٔ خود را نزد مادر بزرگ رولفو به امانت گذاشت و او تمام کتاب‌های آن کتابخانه را مطالعه کرد.
در ۱۶ سالگی قصد ثبت‌نام در دانشگاه گوادالاخا را داشت که به دلیل اعتصاب طولانی دانشجویان، موفق به ثبت نام نشد؛ به مکزیکوسیتی رفت و در همان‌جا ماندگار شد. پدربزرگش وکیل دعاوی بود و می‌خواست که خوآن حقوق بخواند ولی او از عهدهٔ امتحان ورودی دانشگاه برنیامد و در ۱۸ سالگی در ادارهٔ مهاجرت وزارت کشور مشغول به کار شد. این کار ظاهراً بی‌ربط در نوشتن به او کمک کرد؛ ابتدا در محدودهٔ ایالت فعالیت می‌کرد، بعد فعالیتش به تمام کشور گسترش پیدا کرد. گویشها، آداب و رسوم محلی را آموخت و بدین وسیله شناختی فرهنگی پیدا کرد و آن‌ها را در نوشته‌هایش به کار گرفت.
در سال ۱۹۴۸ با کارلا آپایچیو ازدواج کرد و صاحب چهار فرزند شد. برای گذران زندگی خانوادگی شغل‌های گوناگونی داشت: از ۱۹۳۵ تا ۱۹۴۵ در ادارهٔ مهاجرت، از ۱۹۴۷ تا ۱۹۵۳ در شرکت گودریچ، در سال‌های ۱۹۵۵ و ۱۹۵۶ در Paoaloapan و از ۱۹۶۲ تا کمی پیش از مرگ، در انستیتوی زبان‌های بومی مشغول به کار بود که ارتباطی با نویسندگی نداشت. در سال‌های ۱۹۵۲ تا ۱۹۶۲ به عنوان تولیدکنندهٔ تلویزیون و فیلم‌نامه‌نویس توانست هم بنویسد و هم درآمد منظم داشته باشد.
در سال‌های پایانی زندگی، رولفو به سرطان ریه مبتلا شد و در ۷ ژانویه ۱۹۸۶ به علت حملهٔ قلبی درگذشت.

## نویسندگی
خوآن رولفو نویسندگی را از سال ۱۹۴۰ شروع کرد و اولین رمانش را از بین برد. در سن ۳۵ سالگی مجموعهٔ ۱۵ داستان کوتاه به نام «دشت سوزان» را منتشر کرد: چشم‌اندازی بی‌رحمانه از دنیای پیرامونش، دختری که مجبور به روسپیگری می‌شود، شوهری قرمساق که در سفری زیارتی می‌میرد و مردمی که فقر آن‌ها را از پا انداخته‌است. در سال ۱۹۵۳ شروع به نوشتن رمان «پدرو پارامو» کرد. آثار او آنچه که «رمان انقلاب مکزیک» می‌گویند را جمع‌بندی کرده‌است.
وی بعد از انتشار این دو اثر عملاً داستان‌نویسی را کنار گذاشت ولی به روش‌های دیگری چهرهٔ اصلی جهان ادبی مکزیک باقی‌ماند. رولفو در سال ۱۹۴۴ مجلهٔ ادبی «پان (به اسپانیایی: Pan) را پایه‌گذاری کرد. در سال ۱۹۵۶ شروع به فیلم‌نامهنویسی برای سینما و تلویزیون کرد. با همکاری کارلوس فوئنتس و گابریل گارسیا مارکز یکی از بهترین فیلم‌نامه‌هایش را به نام «El Gallodoro» را نوشت که فیلمی از آن در سال ۱۹۶۴ ساخته شد.
در دههٔ ۶۰ رولفو دومین رمانش را به نام «La Cordillera» نوشت ولی بدون این‌که آن را منتشر کند یا به کسی نشان بدهد، از بین برد.
گرچه آثار او از نظر کمی مختصر است، هرگز کسی نسبت به کیفیت آن‌ها تردیدی نداشته‌است. رمان «پدرو پارامو» به چاپ بیستم و نهم رسیده و به هجده زبان ترجمه شده‌است. کتاب مجموعه داستان‌های کوتاه او دشت سوزان به چاپ دوازدهم رسیده و به نه زبان ترجمه شده‌است.

### سبک نوشتاری
داستان‌های رولفو در روستاهای مکزیک می‌گذرد و شرح رویدادهایی است از دوران پس از انقلاب مکزیک. دنیای رولفو دنیای تراژیک نفرت، خشونت و درماندگی است.
زبان رولفو در داستان‌هایش فولکور است و لحن داستان او برای همه لحنی آشنا. او راوی تقابل‌های دوگانه‌است. آثارش آکنده‌اند از بهشت و دوزخ، عشق و نفرت و تاریکی و روشنایی. بیان داستانی او همانند شعر است. او در «پدرو پارامو» این فرم شعرگونه را رعایت کرده و توانسته در شهر مردگان، زندگی را جاری کند.
رولفو به پیروی از ناتورالیسم فرانسوی، با جریان غالب داستان‌سرایی مکزیک مبارزه کرد؛ او تخیل و واقعیت را به هم آمیخت، از جملات کوتاه استفاده و به جای حالت خودآگاهی، توجه خود را به رفتار معطوف کرد و از داوری آشکار شخصیت‌هایی که توصیفشان می‌کرد خودداری کرد. آثار رولفو نشان می‌دهد که تحت تأثیر نویسندگان نوردیک مثل کنوت هامسون، سلما لاگرلوف، فرانس امیل سیلانپا (به فنلاندی: Frans Eemil Sillanpää) و هالدور کیلجان لاکسنس (به ایسلندی: Halldór Laxness) بوده‌است. همچنین در آثار رولفو ردپایی از امیلی برونته و ویلیام فاکنر دیده می‌شود.
خصوصیت بارز داستان‌های رولفو رابطهٔ مشکل‌ساز پدر و پسر، فلاش‌بک به خشونت، وقایع‌نگاری وارونه، تصاویر به‌یادماندنی و سنگینی گناه و مرگ است. اغلب دیالوگها، مثل مونولوگ است. شاعر مکزیکی اوکتاویا پاز، دربارهٔ رولفو گفته‌است: «تنها رمان‌نویس مکزیکی که به جای تشریح، تصویری از پیرامون فیزیکی به ما می‌دهد.»

### تأثیرات
با وجود حجم کم آثار منتشر شده، برای آثار رولفو احترام فراوانی قائل شده‌اند به‌طوری‌که در سال ۱۹۷۰ برندهٔ جایزهٔ ادبیات مکزیک شد و در سال ۱۹۸۰ به عضویت آکادمی زبان درآمد و در سال ۱۹۸۵ اسپانیا جایزهٔ سروانتس را برای دستاوردهای ادبی به او اعطا کرد.
انریکه کراز (به اسپانیایی: Enrique Krauze) در کتاب خود «مکزیک: زندگی‌نامهٔ قدرت» می‌نویسد که دانشجویان جوان بسیار متعهد دههٔ ۱۹۶۰ «مبهوت رمز و راز جادویی نوشته‌های خوآن رولفو شده بودند، صفحاتی که در آن‌ها قدرت و اعتبار زمامداران مکزیک در تصاویر سنگ عظیم خرد شده، حک شده‌اند.» این «سنگ خرد شده» (فروپاشی جامعهٔ شبه‌فئودال) در تمام رمان جامعه‌شناختی «پدرو پارامو» به تصویر کشیده شده‌است.
رمان پدرو پارامو که پیشگام رئالیسم جادویی است، در سال ۱۹۵۵ منتشر و با استقبال سردی روبه‌رو شد و در طول ۴ سال بعد فقط هزار جلد از آن به فروش رفت. این رمان جسورانه ساختار جدیدی را بدعت می‌گذارد، داستان را ساکنین مردهٔ دهکده‌ای افسانه‌ای به نام «کومالا» نقل می‌کنند. رمان بعدها شناخته شد و عمیقاً در ادبیات آمریکای لاتین تأثیر گذاشت.
گابریل گارسیا مارکز جمله‌ای از این کتاب را در «صد سال تنهایی» خود گنجاند. همچنین «شهر ارواح» رولفو که ساکنینش اشباح‌اند، تا اندازه‌ای منبع الهام شهر افسانه‌ای ماکوندوی مارکز شد. گابریل گارسیا مارکز گفته‌است که بعد از نوشتن چهار کتاب اولش، به عنوان یک رمان‌نویس احساس کرد که متوقف شده‌است و کشف کتاب «پدرو پارامو» در سال ۱۹۶۱ زندگی او را تغییر داد و مسیر تألیف شاهکارش، «صد سال تنهایی» را به او نشان داده و هموار کرد. مارکز دربارهٔ تمام آثار انتشار یافتهٔ رولفو می‌گوید: «نوشته‌هایی که به ۳۰۰ صفحه هم نمی‌رسند و معتقدم به همان حجم و ماندگاری آثار سوفوکل است.»

## عکاسی
رولفو عکاس ماهری بود، گرچه در زمان حیاتش تعداد کمی از عکس‌هایش منتشر شد. کارلوس فوئنتس در سال ۲۰۰۲ کتابی به نام «مکزیک خوآن رولفو» منتشر کرد که مجموعه‌ای از ۱۷۵ عکس است که تنها مجموعهٔ چاپ‌شده از عکس‌های رولفو است. عکس‌های این کتاب که عمدتاً بین سال‌های ۱۹۴۵ تا ۱۹۵۵ گرفته شده، تصاویری است از مردم و زمین‌هایشان، زنان در لباس‌های محلی، نوازنده‌ها با آلات موسیقی. او در این عکس‌ها، آرامش، سکوت و ریتم درونی مردم خارج از شهرها را ثبت کرده‌است؛ تصاویری از ساختمان‌های مخروبه و متروکه با دیوارهایی که از شلیک توپخانه خراب شده‌اند که همه شرحی از تاریخ دردناک مردم مکزیک است.

## آثار
- دشت سوزان (به اسپانیایی: El Llano en llamas)، مکزیک: فوندو د کولتورا اکونومیکا (اف.سی. ای)، ۱۹۵۳ (مجموعه داستان)
- پدرو پارامو (به اسپانیایی: Pedro Páramo)، مکزیک: فوندو د کولتورا اکونومیکا (اف.سی. ای)، ۱۹۵۵ (رمان)

### ترجمهٔ آثار به فارسی
- پدرو پارامو، احمد گلشیری، اصفهان: نشر فردا، ۱۳۶۳
- پدرو پارامو، کیومرث پارسای، تهران: چلچله، ۱۳۹۵

، ۱۳۷۹)
- دشت مشوش (دشت سوزان)، فرشته مولوی، تهران: نشر گردون، ۱۳۶۹ (عنوان، یا: دشت سوزان، تهران: انتشارات ققنوس، ۱۳۸۹)[۲۳]

## پی‌نوشت
1. ↑  گونسالس اچه‌وریا، داستان‌های کوتاه آمریکای لاتین، ۲۶۲.
2. ↑  رولفو، پدرو پارامو.
3. ↑  رولفو، پدرو پارامو، پشت جلد.
4. ↑  متولی، خوآن رولفو (۱۹۸۶–۱۹۱۷).
5. ↑  متولی، خوآن رولفو (۱۹۸۶–۱۹۱۷).
6. ↑  متولی، خوآن رولفو (۱۹۸۶–۱۹۱۷).
7. ↑  متولی، خوآن رولفو (۱۹۸۶–۱۹۱۷).
8. ↑  متولی، خوآن رولفو (۱۹۸۶–۱۹۱۷).
9. ↑  متولی، خوآن رولفو (۱۹۸۶–۱۹۱۷).
10. ↑  متولی، خوآن رولفو (۱۹۸۶–۱۹۱۷).
11. ↑  متولی، خوآن رولفو (۱۹۸۶–۱۹۱۷).
12. ↑  متولی، خوآن رولفو (۱۹۸۶–۱۹۱۷).
13. ↑  گونسالس اچه‌وریا، داستان‌های کوتاه آمریکای لاتین، ۲۶۲.
14. ↑  پرونده‌ای برای خوآن رولفو.
15. ↑  متولی، خوآن رولفو (۱۹۸۶–۱۹۱۷).
16. ↑  متولی، خوآن رولفو (۱۹۸۶–۱۹۱۷).
17. ↑  متولی، خوآن رولفو (۱۹۸۶–۱۹۱۷).
18. ↑  متولی، خوآن رولفو (۱۹۸۶–۱۹۱۷).
19. ↑  متولی، خوآن رولفو (۱۹۸۶–۱۹۱۷).
20. ↑  متولی، خوآن رولفو (۱۹۸۶–۱۹۱۷).
21. ↑  متولی، خوآن رولفو (۱۹۸۶–۱۹۱۷).
22. ↑  رولفو، پدرو پارامو.
23. ↑  رولفو، دشت سوزان.